# Ramón de Campoamor

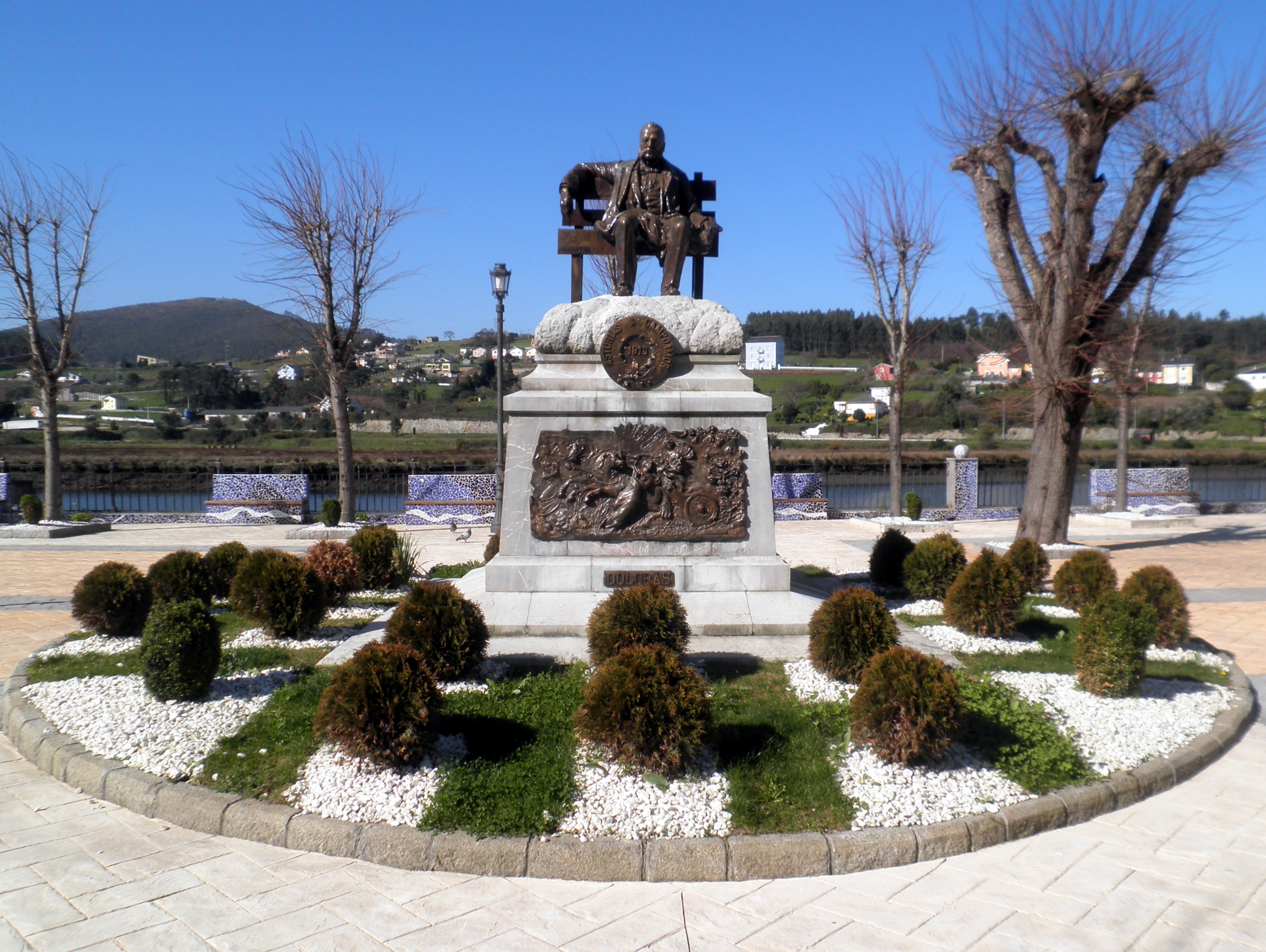
Ramón de Campoamor y Campoosorio szobra Naviában

Ramón María de las Mercedes de Campoamor y Campoosorio (Navia, 1817. szeptember 24. – Madrid, 1901. február 11.) spanyol költő és bölcsész.

## Élete
Előkelő, nemes családból származott. Orvosi pályára lépett, de hajlamai csakhamar az irodalom és a politika felé vonták. Előbb Alicante és Valencia kormányzója, majd több ízben képviselő volt, és e minőségében mint kiváló szónok tűnt ki. Az 1868-as forradalom után visszavonult, de később ismét hivatalt vállalt a belügyminisztériumban. XII. Alfonz restaurációja után államtanácsosnak nevezték ki. Tagja volt a Spanyol Királyi Akadémiának. Költői és filozófiai munkái egyaránt kedveltek, előbbiek több kiadásban jelentek meg Obras poeticas címmel (Madrid 1859).

## Művei

### Költői munkái
- Ayes del alma (A lélek kormányzói, Madrid 1842)
- Fabulas morales y politicas, (uo. 1842, 1866)
- Doloras, Colon (uo. 1859)
- El Drama universal (uo. 1873)
- Los Pequenos poemas (Kisebb költemények, 1879)
- Los Buenos y los Sabios (A jók és az okosak, 1881)
- El Amor y el rio Piedra (A szerelem és a Piedra [kő] folyó, 1882)
- Los Amores de Juana (1882)
- El Tren express (1885)
- Dies ire
- El Honor
- Guerra a la guerra

### Bölcseleti munkái
- Filosofia de las leyes (A törvények bölcselete, Madrid 1846)
- El Personalismo apuntes para una filosofia (A perszonálizmus filozofiailag megmagyarázva, uo. 1850)
- Polemicas con la democracia (1862)
- La Absoluto (1865)
- El idealismo (1883)

## Magyarul
- Doloras; ford. Barna János; Gutenberg Ny., Szatmár, 1923